# Yves Bélorgey
Yves Bélorgey (Sens, 1960) es un pintor francés que vive y trabaja en Montreuil. Después de licenciarse en derecho e historia del arte, y de haber estudiado como alumno libre en la escuela de bellas artes de Lyon, inició su carrera artística a mediados de la década de los 80 del siglo XX. Durante esta etapa inicial, Bélorgey participó en varias exposiciones colectivas, entre las que destaca la bienal de jóvenes pintores europeos de Niza, así como diversas exposiciones individuales. Poco después, habiendo viajado por Alemania y Rusia, ya expuso en salas y galerías de fuera de Francia.
Su obra generalmente presenta paisajes deshumanizados, donde a menudo aparecen edificios construidos entre los años 50 y 70 del siglo XX para ofrecer alojamiento a bajo precio en los barrios periféricos de las grandes ciudades. Los habitantes de estos edificios no son nunca representados y se convierten invisibles en la obra de Bélorgey , aunque el rastro de su actividad no es obviado. Para realizar sus obras, el artista siempre parte de una fotografía del edificio - normalmente desde un punto de vista frontal o en ligero sesgo - que entonces traspasa a la tela en formato pictórico todo procurando mantener la máxima fidelidad posible , aunque algunos fragmentos de las telas permanecen inacabados. Hasta el año 2004 , Bélorgey retrataba y pintaba edificios de arquitectos poco reconocidos, que proyectaban lugares de cierta banalidad para acoger grandes masas de población . De esta manera, estos enclaves de escaso interés recibían un impulso a nivel de visibilidad y reivindicación de una situación social habitualmente silenciada. No obstante, a partir de 2004 el artista también fotografiar edificios proyectados por arquitectos de renombre.

## Exposiciones
Individuales
- 2007 - Exit 7 (Atenas)
- 2005 - Maison du Peuple (Vénissieux)
- 2004 - Centro de arte de Noisy-le-Sec
- 2004 - Galería de la escuela nacional de bellas artes de Bourges
- 2002 - Galería Raster (Varsovia)
- 1999 - Alianza Francesa (Róterdam
- 1997 - Centro de arte contemporáneo de Saint-Priest

Colectivas
- 2009 - Yves Bélorgey, Bernd y Hilla Becher - Escuela municipal de bellas artes de Châteauroux
- 2008 - Lieux de vie Centro de arte contemporáneo de la Abadía Saint-André (Meymac)
- 2007 - Points de vue - Galerías de la escuela de bellas artes de Rouen
- 2006 - La Force del Arte - Grand Palais, París
- 2005 - Echos de époque - Museo de bellas artes Le Château (Caen)
- 1999 - hypothesis d'une collection - Museo del Luxemburgo, París
- 1996 - Mónica Regàs, Ping Pong - Espai 13, Fundació Joan Miró, Barcelona